# ماتیس دی لیخت
ماتیس دی لیخت (هلندی: Matthijs de Ligt؛ زادهٔ ۱۲ اوت ۱۹۹۹) بازیکن فوتبال اهل هلند است که در پست مدافع میانی برای باشگاه منچستر یونایتد در لیگ برتر انگلستان و تیم ملی فوتبال هلند بازی می‌کند.
در دسامبر ۲۰۱۸، او جایزه پسر طلایی، که به بهترین فوتبالیست زیر ۲۱ سال اروپا داده می‌شود را گرفت و تبدیل به اولین مدافع برنده این جایزه شد.

## آمار ملی

### بازی‌های ملی
تا تاریخ ۱۰ سپتامبر ۲۰۲۳
| هلند  | هلند | هلند | هلند   |
| سال   | بازی | گل   | پاس گل |
| ----- | ---- | ---- | ------ |
| ۲۰۱۷  | ۳    | ۰    | ۰      |
| ۲۰۱۸  | ۱۰   | ۰    | ۲      |
| ۲۰۱۹  | ۱۰   | ۲    | ۱      |
| ۲۰۲۱  | ۱۰   | ۰    | ۰      |
| ۲۰۲۲  | ۷    | ۰    | ۰      |
| ۲۰۲۳  | ۳    | ۰    | ۰      |
| مجموع | ۴۳   | ۲    | ۳      |

### گل‌های ملی
| شماره | تاریخ        | میزبان   | بازی ملی | حریف     | نتیجه | رقابت                             |
| ----- | ------------ | -------- | -------- | -------- | ----- | --------------------------------- |
| ۱     | ۲۴ مارس ۲۰۱۹ | آمستردام | ۱۵       | آلمان    | ۲–۳   | مقدماتی جام ملت‌های اروپا ۲۰۲۰     |
| ۲     | ۶ ژوئن ۲۰۱۹  | گیماریش  | ۱۶       | انگلستان | ۳–۱   | مرحله نهایی لیگ ملت‌های اروپا ۲۰۱۹ |

## عملکرد

### جوانترین کاپیتان لیگ قهرمانان
او با ۱۹ سال سن، جوان‌ترین کاپیتان تیم آژاکس و جوانترین کاپیتان تاریخ لیگ قهرمانان اروپا بوده است. دلیخت با آژاکس در لیگ قهرمانان اروپا ۲۰۱۹–۲۰۱۸ توانست رئال مادرید را در یک‌هشتم نهایی و یوونتوس را در یک چهارم نهایی شکست دهند اما در نیمه نهایی به تاتنهام بازی را واگذار کردند.
وی همچنین در تیم ملی هلند بازی می‌کند و تجربه فینال لیگ ملت‌های اروپا را دارد.

### پسر طلایی
در ۱۷ دسامبر ۲۰۱۸ دی لیخت به اولین مدافعی تبدیل شد که جایزه پسر طلایی را گرفته است.